# Léon Lauvray
Léon Lauvray est un agriculteur et un homme politique français né le 24 septembre 1877 et mort le 4 juin 1965 à Évreux, dans l'Eure.

## Biographie
Exploitant agricole et ingénieur agronome, membre de la chambre départementale d'agriculture et de l'Académie d'agriculture de France, il entre en politique en 1928 en devenant député de l'Eure sous les couleurs de l'Alliance démocratique. Il rejoint le groupe parlementaire de l'Action démocratique et sociale à la Chambre des députés. Battu en 1932 par l'ancien député radical-socialiste Georges Chauvin, qu'il avait battu en 1928, Léon Lauvray ne retrouve pas son siège en 1936.
En 1936, il est président de la Société libre d'agriculture, sciences, arts et belles-lettres de l'Eure.
En 1939, il se présente aux élections sénatoriales et retrouve un siège de parlementaire. Il rejoint le groupe centriste de l'Union républicaine après son élection. Le 10 juillet 1940, il ne prend pas part au vote sur la remise des pleins pouvoirs au Maréchal Pétain et décède en 1965 sans avoir retrouvé de mandat parlementaire.

## Sources
- « Léon Lauvray », dans le Dictionnaire des parlementaires français (1889-1940), sous la direction de Jean Jolly, PUF, 1960 [détail de l’édition]